# 메드닌 전투
메드닌 전투는 1943년 3월 6일 튀니지 메드닌에서 일어난 제2차 세계 대전의 튀니지 전역의 전투이다.
이 전투는 추축군의 카프리 작전이자 버나드 로 몽고메리가 이끄는 영국의 육군 제8군, 에르빈 롬멜이 이끄는 나치 독일의 아프리카 군단 기갑사단이 참전했으며 영국군의 마레스 선(Mareth Line)에서 벌어졌다. 뉴질랜드, 자유 프랑스의 군단이 영국과 함께 참전했고 이탈리아 왕국의 군단이 독일과 함께 참전했다. 이 전투는 롬멜이 이끄는 전차부대와 보병부대를 이끌었지만 영국군의 25파운드 포의 공격으로 인해 전차와 보병을 분리 되었고 보병 지원 없이 단독으로 전차로 진격을 하다가 6파운드 포로 인해 독일군 전차 52대가 파괴 되었고 북쪽으로 퇴각하게 된다.
이 전투는 에르빈 롬멜의 마지막 전투였고 3월 9일 롬멜은 더 이상 희망이 없다고 판단되어 총통이 거주중인 우크라이나로 가서 아프리카 전역을 완전 포기하고 유럽으로 철수하자고 설득 했지만 히틀러는 거절 했고 롬멜을 강제 병가 조치 되어 아프리카로 돌아오지 못했고 한스위르겐 폰 아르님 상급대장을 아프리카 집단군사령관 대리로 근무토록 했다.

## 전투 피해
영국 8군은 130명이 사상자가 되었다. 추축군중 독일군은 61명이 전사하고 338명 부상 38명이 실종 되었다. 이탈리아군은 33명이 전사하고 122명이 부상당하고 9명이 실종되었다.
독일측은 영국군 전차 6대와 정찰차량 16대, 기계화차량 33대, 33대의 대전차와 대공화기 손상 및 파괴 되었고 영국군의 포로는 51명이였다.
영국측은 추축군이 635명이 사상자였고 독일 전차가 44대에서 56대정도 손상 및 파괴 되었다.

## 전투 편성

### 연합군
영국 제8군 - 버나드 몽고메리 대장
- 뉴질랜드 군단
  - 제2뉴질랜드 사단
- 제10군단
  - 제7기갑사단
- 제30군단
  - 제51보병사단

### 추축군
아프리카 집단군 - 에르빈 롬멜 원수
- 제1군 - 조반니 메세 대장
  - 제20군단
    - 제90경사단

  - 제21군단
    - 제80보병사단
    - 제164보병사단

  - 아프리카 군단
    - 제10기갑사단
    - 제15기갑사단
    - 제21기갑사단